# Zmróżka ściółkówka
Zmróżka ściółkówka (Cryptocephalus anticus) – gatunek z rzędu chrząszczy z rodziny stonkowatych (Chrysomelidae). Gatunek po raz pierwszy został naukowo opisany w 1848 roku przez Suffriana.